# ブラディスラブ・リブニカル小学校銃乱射事件
ブラディスラブ・リブニカル小学校銃乱射事件（ブラディスラブ・リブニカルしょうがっこうじゅうらんしゃじけん）は、2023年5月3日、セルビアのベオグラード市内、ブラディスラブリブニカル小学校で発生した銃乱射事件または連続銃撃事件。
セルビアの初等校（いわゆる小学校）は 1学年から8学年まであり、7歳から15歳の児童・生徒が通う。

## 概要
ブラディスラブ・リブニカル小学校内で13歳の少年が銃を次々と発射。生徒8人（女子7人、男子1人）、警備員1人が死亡。生徒6人と教員1人が病院に搬送された。当時、少年は校舎の入口に近い歴史の教室で警備員を撃ち、続いて別の教室で同級生などを次々と銃撃。銃を発射した少年は自ら警察に通報して拘束されている。警察は少年のかばんから自宅から持ち出した銃2丁、火炎瓶4本を発見している。

## 政府の対応
セルビア国内では事件が発生した翌日、別の銃乱射事件が発生。8人以上が死亡、13人が負傷した。5月5日、アレクサンダル・ヴチッチ大統領は連続して発生した銃乱射事件を受けて「セルビアのほぼ完全な武装解除を行う」ことを表明。既に登録されている武器の調査と、違法武器の取り締まりを行う計画を発表した。

## その他の動き
- 2023年5月12日、男子テニスのイタリア国際大会に出場したノバク・ジョコビッチは、勝利者がカメラにサインやメッセージを記すタイミングで、被害にあったリブニカル小学校への祈りをつづった[6]。